# Ющик, Якуб
Якуб Ющик (пол. Jakub Juszczyk; 24 июля 1893, с. Жегоцина, Австро-Венгрия (ныне Малопольское воеводство Польша) — 14 апреля 1945, там же) — польский скульптор.

## Биография
Родился в бедной крестьянской семье. С детства увлекся скульптурой, начинал как народный скульптор — самоучка. Учился у народных мастеров.
После начала Первой мировой войны добровольцем вступил в Товарищество стрелков, военизированную общественно-просветительскую организацию, затем в Польские легионы. На фронте в 1915 году был тяжело ранен и госпитализирован, в феврале 1916 года вернулся в армию. По состоянию здоровья в 1917 году был переведен в архив легионов, расположенный в Кракове. Воспользовавшись пребыванием в Кракове, поступил в Школу изящных искусств, где учился у К. Лящка.
Работы Я. Ющика на патриотические темы заинтересовали ректора Краковской академии изящных искусств Юлиана Фалата.
Участник Советско-польской войны. В 1922 году Ющик был уволен из армии и, намереваясь посвятить себя искусству, начал работать в школе искусства и скульптуры в Клевани.
В 1925 году был награждён главным призом на художественном конкурсе, организованном Польской академией наук за работу под названием «Боевой клич». Благодаря этой награде о нём стало известно широкой публике.
В начале Второй мировой войны Ющик был мобилизован в армию, но вскоре попал в плен к немцам.

## Творчество
Автор монументальных и надгробных памятников, бюстов, барельефов и др.
Работы Ющика очень разнообразны как по тематике, так и по технике, материалу и масштабу. У скульптора не было своей художественной мастерской — свои работы на природе он выполнял терпя капризы погоды и временные неудобства. Личное участие в Польских легионах придавало его скульптурам аутентичность и давало предпочтение ему как автору и исполнителю заказанных послевоенных памятников. Большинство его патриотических памятников было снесено оккупантами во время Второй мировой войны. Некоторые из них позже реконструированы.